# Konoyo
Konoyo je deváté studiové album kanadského hudebníka Tima Heckera. Vydáno bylo 28. září 2018 společností Kranky. Vydání desky bylo oznámeno koncem července toho roku, kdy byla zároveň zveřejněna první skladba z alba, nazvaná „This Life“. Název alba je fonetický přepis japonského výrazu pro „tento svět“. Hecker desku nahrál v Japonsku.

## Seznam skladeb
1. This Life
2. In Death Valley
3. Is a Rose Petal of the Dying Crimson Light
4. Keyed Out
5. In Mother Earth Phase
6. A Sodium Codec Haze
7. Across to Anoyo

## Obsazení
- Tim Hecker – počítač, elektrická kytara, syntezátor
- Mariel Roberts – violoncello
- Kara-Lis Coverdale – klávesy
- Yoshiyuki Izaki – uchimono
- Fumiya Otonashi – sho
- Motonori Miura – hichiriki
- Takuya Koketsu – ryuteki